# ماورينهو
ماورينهو (بالبرتغالية: Mauro Raphael‏) مواليد 6 يونيو 1933 في اراراكوارا، البرازيل - الوفاة 28 يونيو 1995، كان لاعب كرة قدم برازيلي كان يلعب في مركز الهجوم. سبق له أن لعب في كأس العالم لكرة القدم مع منتخب بلاده في مونديال 1954.

## المسيرة الاحترافية

### أندية لعب لها
- نادي غواراني
- نادي ساو باولو
- نادي فلومينينسي
- بوكا جونيورز
- نادي فاسكو دا غاما

## روابط خارجية
- ماورينهو على موقع الاتحاد الدولي (مؤرشف)  (الإنجليزية)
- ماورينهو على موقع قاعدة بيانات كرة القدم.إي يو (الإنجليزية)
- ماورينهو على موقع ناشيونال فوتبول تيمز (الإنجليزية)
- ماورينهو على موقع Soccerway.com (الإنجليزية)
- ماورينهو على موقع عالم كرة القدم.نت (الإنجليزية)